# Pieter Reese
Pieter Reese (Budel, 20 december 1761 - Eindhoven, 2 oktober 1819) is een voormalig burgemeester van de Nederlandse stad Eindhoven.
Reese werd geboren als zoon van Christoffel Reese, commies van de tollen te Budel, en Johanna Elisabeth Greving.
Hij was in Eindhoven raad van 1803 tot 1806, conseil municipal en lid van het gemeentebestuur van 1809 tot 1815, belastingzetter in 1810, en burgemeester van 1816 tot aan zijn dood in 1819, waarvan het laatste jaar presiderend. Daarnaast was hij goudsmit.
Hij is op 19 maart 1795 te Eindhoven gehuwd met Odilia Elisabeth Becude, weduwe van Abraham Kockers, dochter van Petrus Becude en Wilhelmina Hendrina van Kelkhoven, op 17 november 1754 te Moergestel Nederduits gereformeerd gedoopt.